# ビキニカラテ
ビキニカラテ(原題：Bikini Karate Babes)は、2002年にCreative Edge Studiosが開発した2D対戦格闘ゲーム。

## 概要
本作は、タイトル通りビキニ姿の女性同士が戦うゲームである。内容は『ストリートファイターシリーズ』のようなオーソドックスな2D対戦格闘であるが、中でも『モータルコンバットシリーズ』や『ストリートファイター リアルバトル オン フィルム』のように、実写の人間の映像を取り込んだタイプのゲームとなっている。
タイトルには「カラテ」とあるが、実際には空手だけでなく様々な素手の格闘技で戦っている。それどころか、格闘技ですらないような珍妙な技も多数あり、いわゆる「バカゲー」的な側面も強い。
その一方、動きは割となめらかで、ゲームモードはかなり充実していたり、キャラ別に技をかけた際のパターンを作ってあるなど、単なるバカゲーでは終わらない手の込んだ一面もある。対戦格闘としては、リアルにしたのかボタンを押してもブロックの出が遅く、ダウン時に無敵時間が無いため、攻撃を重ねれば容易にハメが成立してしまうなど、あまり完成度は高くない。

## ゲーム内容
互いのライフバーを0になるまで攻撃しあうというのは一般的な対戦格闘と同じである。ボタン操作はパンチ、キック、ガードに相当する「ブロック」、そして投げ技などになる「スペシャル」がある。
本作は一人用のモードである"ARCADE"のほかに、無敵状態でARCADEを遊ぶ"INVINCIBLE"がある。また、対人モードに一対一の"BATTLE BABES"と、チームを組んで対戦する"TEAM FIGHT"がある。
これとは別に、勝つとキャラクターの特典が解放される"CHALLENGE"や、サバイバルモードに相当する"MARATHON"、そしてキャラクターの一人ヴィーナスを操作して相手のブラジャーを奪う"TOP COLLECTOR"がある。
また、CPU同士の対戦を眺める観戦モードは"SPECTACLE"と"VEGAS"があり、このうち、"VEGAS"はキャラクターに金を賭ける要素がある。

## 評価
本作は注目は集めたものの、レヴューはほとんど否定的なものだった。IGNは10点中1.5点の"耐え難い"にレイティングした。Creative Edge Studiosは、本作が否定的な評価にもかかわらず堅実な売上を出していると述べている。

## 続編
本作の続編にあたる『ビキニカラテ2 エリジアの女戦士』が2011年に発売されている。
日本において同作は2012年に発売された。